# Стефан Миленков (фотограф)
Стефан Миленков е български фотограф от първата половината на XX век.

## Биография
Роден е в в село Рила. Занимава се с фотография и отваря ателие в Рила. Към 1932 година мести ателието си в Горна Джумая в червената сграда над Сапунджи дере, срещу градската градина до мостчето. Борис Керемидчиев пише за него: „Неговото ателие „Фото Стефчо“ бързо си спечели клиентела поради професионалните умения и добродушния характер на дребничкия, пъргав фотограф.“.